# Esporte Clube Vitória
El Esporte Clube Vitória, también conocido como Vitória, o por sus siglas ECV es un club de fútbol brasileño de la ciudad de Salvador, en el estado de Bahía. Fue fundado el 13 de mayo de 1899 y en 2024 juega en el Campeonato Brasileño de Serie A― la primera división de fútbol del país―, después de cinco años de ausencia, tras haber estado entre la Serie B y Serie C. Sus colores son rojo y negro, y su mascota es un león.
Su torcida es una de las quince mayores hinchadas de fútbol de Brasil, con cerca de 1% en la mayoría de las pesquisas, lo que representa más de 2 millones de simpatizantes en todo el país.

## Uniforme
- Uniforme titular: Camiseta roja y negra, pantalón negro, medias negras.
- Uniforme alternativo: Camiseta blanca, pantalón blanco, medias blancas.

### Evolución del uniforme
| 1987      | 1993 | 1999 | 2012 | 2013 | 2014 | 2015 | 2016 | 2017-2018 |
| 2018-2019 | 2020 | 2021 | 2022 | 2023 |      |      |      |           |

## Estadio

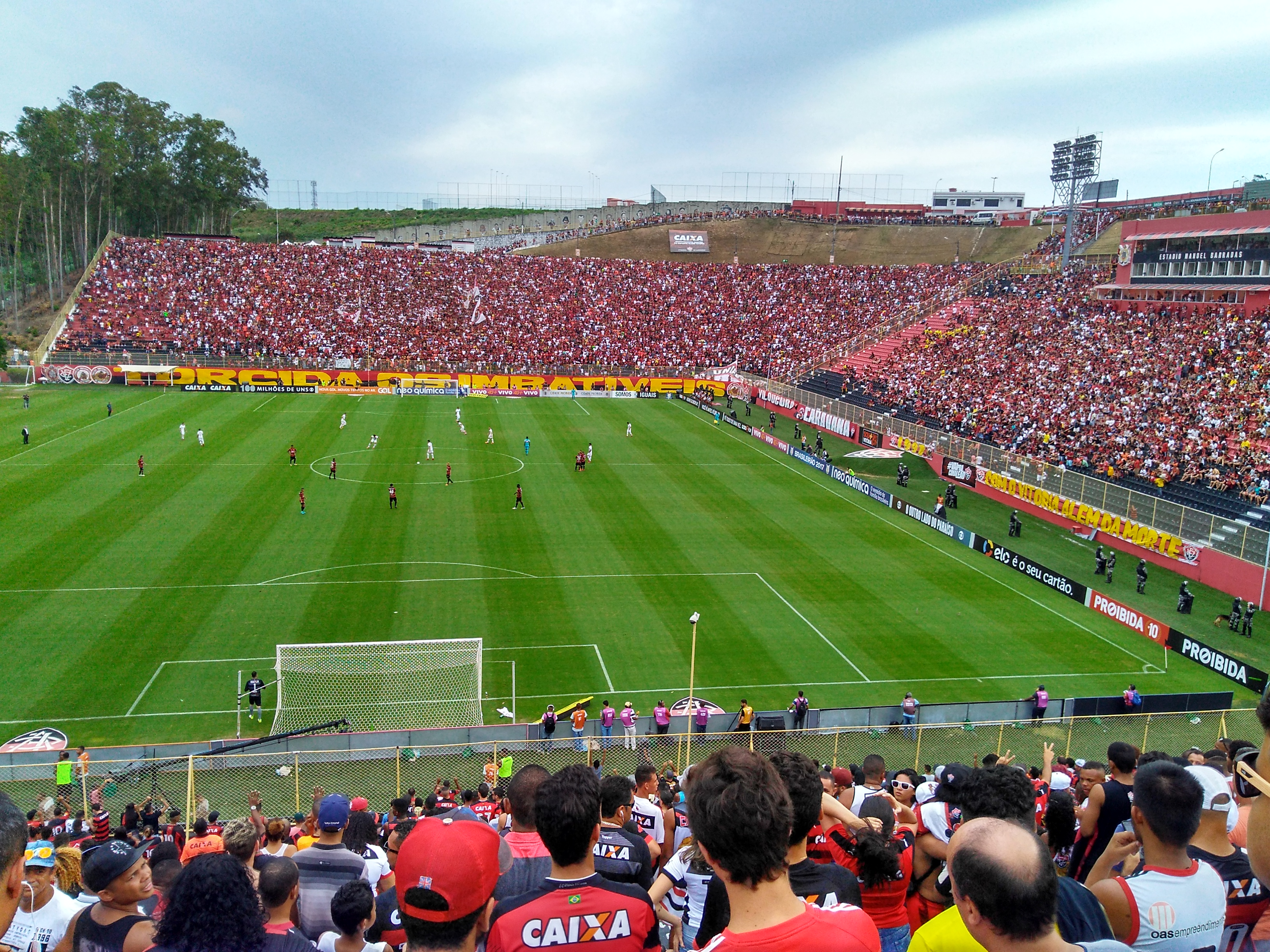
Estadio Manoel Barradas

- Nombre Oficial: Estadio Manoel Barradas
- Apodo: Barradão
- Capacidad: 35 mil personas
- Iluminación: artificial de 750 lux horizontal

### Barradão
El estadio Manoel Barradas, también conocido como "Barradão", es un estadio de fútbol ubicado en Salvador, en el estado de Bahía de propiedad del Esporte Clube Vitória. El estadio fue erigido sobre un terreno donado por el entonces alcalde de Salvador, Clériston Andrade, y contó con el apoyo financiero del gobierno del estado, en la gestión de João Durval Carneiro, cuyo suegro, Manoel Barradas, expresidente del club y consejero, fue homenajeado en el estadio. Su capacidad máxima es de 35 mil espectadores. Fue la primera edificación del Complejo Deportivo Benedito Dourado da Luz, el CT rubro-negro.
- Inauguración: 11 de noviembre de 1986
  - Partido: Vitória 1 - 1 Santos
- Nueva Inauguración: 25 de agosto de 1991
  - Partido: Vitória 1 - 1 Olímpia (PAR)
- Primer partido oficial: 15 de septiembre de 1991
  - Partido: Vitória 4 - 0 Serrano
- Inauguración Luces: 1 de octubre de 1994
  - Partido: Vitória 2 - 0 Náutico
- Inauguración Marcador Eletrónico: 20 de junio de 2002
  - Partido: Vitória 5 - 0 Fluminense-BA
- Mayor público: 55.200 personas (7 de mayo de 2000)
  - Partido: Vitória 2 - 0 Juazeiro
- Mayor goleada: 8 de abril de 2007 e 3 de mayo de 2007
  - Partido: Vitória 7 - 0 Colo Colo e Vitória 7 - 0 Atlético-BA respectivamente
- Mayor secuencia invicta: de 20 de enero de 2002 a 9 de octubre de 2002
  - 27 partidas: 21 vitórias, 6 empates; 83 goles pró, 29 goles contra.

## Jugadores

### Plantilla 2025

#### Altas y bajas 2025 (otoño)
| Altas         | Altas          | Altas              | Altas               | Altas        |
| Jugador       | Posición       | Procedencia        | Tipo                | Costo        |
| ------------- | -------------- | ------------------ | ------------------- | ------------ |
| Maykon Jesus  | Defensa        | Atlético-MG sub-23 | Préstamo.           | --           |
| Dudu Miraíma  | Centrocampista | Noroeste           | Vuelta de préstamo. | --           |
| Renato Kayzer | Delantero      | Vitória            | Transferencia.      | R$5.000.000  |
| Léo Pereira   | Delantero      | CRB                | Préstamo.           | --           |
| Erick         | Delantero      | São Paulo          | Préstamo.           | No revelado. |

| Bajas        | Bajas          | Bajas        | Bajas                  | Bajas |
| Jugador      | Posición       | Destino      | Tipo                   | Costo |
| ------------ | -------------- | ------------ | ---------------------- | ----- |
| Dudu Miraíma | Centrocampista | São Bernardo | Préstamo.              | --    |
| Camutanga    | Defensa        | Remo         | Préstamo.              | --    |
| Dionísio     | Volante        | Confiança    | Préstamo.              | --    |
| Pablo        | Centrocampista | Guarani      | Préstamo.              | --    |
| Val Soares   | Volante        | Agente libre | Rescisión de contrato. | --    |

1. ↑  Con bónus de R$1.000.000[34]

## Entrenadores
- Darío Letona (febrero de 1948–?)[51]
- Orlando Peçanha (~1980)[52]
- Lanzoninho (febrero de 1981)[53][54]
- Belisco (interino- febrero de 1981–?)[54]
- Mário Juliato (mayo de 1981–?)[55]
- Gainete (?–noviembre de 1990)[56]
- Agnaldo Liz (?–julio de 2004)[57]
- Oswaldo de Oliveira (julio de 2004–agosto de 2004)[57][58]
- Hélio dos Anjos (agosto de 2004–septiembre de 2004)[59][60]
- Evaristo de Macedo (septiembre de 2004–?)[60]
- Arturzinho (?–mayo de 2006)[61]
- Fito Neves (junio de 2006–2006)[62]
- Mauro Fernandes (septiembre de 2006–febrero de 2007)[63][64]
- Cláudio Prates (interino- febrero de 2007)[64]
- Givanildo Oliveira (marzo de 2007–julio de 2007)[65][66]
- Cláudio Prates (interino- julio de 2007–?)[66]
- Vadão (septiembre de 2007–marzo de 2008)[67][68]
- Vágner Mancini (marzo de 2008–febrero de 2009)[69][70]
- Mauro Fernandes (febrero de 2009–marzo de 2009)[71][72]
- Paulo César Carpegiani (abril de 2009–agosto de 2009)[73][74]
- Vágner Mancini (agosto de 2009–noviembre de 2009)[75][76]
- Ricardo Silva (?–agosto de 2010)[77]
- Toninho Cecílio (agosto de 2010–septiembre de 2010)[77][78]
- Ricardo Silva (interino- 2010–octubre de 2010)[79]
- Antonio Lopes (octubre de 2010–mayo de 2011)[79][80]
- Ricardo Silva (interino- mayo de 2011)[80]
- Geninho (mayo de 2011–julio de 2011)[81][82]
- Ricardo Silva (interino- julio de 2011)[82]
- Vágner Benazzi (agosto de 2011–noviembre de 2011)[83][84]
- Toninho Cerezo (diciembre de 2011–abril de 2012)[85][86]
- Ricardo Silva (interino- abril de 2012)[86]
- Paulo César Carpegiani (abril de 2012–2012)[87]
- Paulo César Gusmão (noviembre de 2012)[88][89]
- Caio Júnior (diciembre de 2012–septiembre de 2013)[90][91]
- Ney Franco (septiembre de 2013-diciembre de 2014)[92][93]
- Ricardo Drubscky (diciembre de 2014–marzo de 2015)[94][95]
- Claudinei Oliveira (marzo de 2015–mayo de 2015)[96][97]
- Wesley Carvalho (interino- mayo de 2015)[97]
- Vágner Mancini (junio de 2015–septiembre de 2016)[98][99]
- Argel Fucks (septiembre de 2016–mayo de 2017)[100][101]
- Wesley Carvalho (interino- mayo de 2017)[101]
- Dejan Petkovic (mayo de 2017–junio de 2017)[102][103]
- Alexandre Gallo (junio de 2017–julio de 2017)[103][104]
- Flávio Tanajura (interino- julio de 2017)[104][105]
- Vágner Mancini (julio de 2017–julio de 2018)[106][107]
- João Burse (interino- julio de 2018–agosto de 2018)[108][109]
- Paulo César Carpegiani (agosto de 2018–noviembre de 2018)[109][110]
- João Burse (interino- noviembre de 2018–diciembre de 2018)[110]
- Marcelo Chamusca (diciembre de 2018–marzo de 2019)[111][112]
- Flávio Tanajura (interino- marzo de 2019)[113]
- Claudio Tencati (marzo de 2019–mayo de 2019)[114][115]
- Osmar Loss (mayo de 2019–agosto de 2019)[116][117]
- Carlos Amadeu (agosto de 2019–septiembre de 2019)[118][119]
- Geninho (septiembre de 2019–junio de 2020)[120][121]
- Bruno Pivetti (junio de 2020–octubre de 2020)[121][122]
- Eduardo Barroca (octubre de 2020–noviembre de 2020)[123][124]
- Rodrigo Chagas (interino- noviembre de 2020–diciembre de 2020)[124]
- Mazola Júnior (diciembre de 2020)[125][126]
- Rodrigo Chagas (diciembre de 2020–junio de 2021)[126][127]
- Ricardo Amadeu (interino- junio de 2021)[127]
- Ramon Menezes (junio de 2021–agosto de 2021)[128][129]
- Ricardo Amadeu (interino- agosto de 2021)[130]
- Wagner Lopes (agosto de 2021-diciembre de 2021)[131][132]
- Dado Cavalcanti (diciembre de 2021–marzo de 2022)[133][134]
- Geninho (marzo de 2022–abril de 2022)[135]
- Ricardo Amadeu (interino- abril de 2022)[136]
- Fabiano Soares (abril de 2022-junio de 2022)[137][138]
- João Burse (junio de 2022–febrero de 2023)[139][140]
- Ricardo Amadeu (interino- febrero de 2023)[140][141]
- Léo Condé (febrero de 2023–mayo de 2024)[142][143]
- Thiago Carpini (mayo de 2024–julio de 2025)[144][145]
- Fábio Carille (julio de 2025–presente)[146]

## Palmarés
Torneos Nacionales
| Organizados por CBF y CBD | Organizados por CBF y CBD | Organizados por CBF y CBD |
| Competición nacionales    | Títulos                   | Subcampeonatos            |
| ------------------------- | ------------------------- | ------------------------- |
| Serie A (0/1)             |                           | 1993                      |
| Copa do Brasil (0/1)      |                           | 2010                      |
| Serie B (1/1)             | 2023                      | 1992                      |
| Serie C (0/1)             |                           | 2006                      |

Torneos regionales
| Organizados por CBF    | Organizados por CBF                         | Organizados por CBF |
| Competición regionales | Títulos                                     | Subcampeonatos      |
| ---------------------- | ------------------------------------------- | ------------------- |
| Copa do Nordeste (4/3) | 1997, 1999, 2003, 2010. (Récord compartido) | 1998, 2000, 2002.   |

Torneos estaduales
| Organizados por FBF       | Organizados por FBF | Organizados por FBF |
| Competición estaduales    | Títulos | Subcampeonatos |
| ------------------------- | --- | --- |
| Campeonato Baiano (30/29) | 1908, 1909, 1953, 1955, 1957, 1964, 1965, 1972, 1980, 1985, 1989, 1990, 1992, 1995, 1996, 1997, 1999, 2000, 2002, 2003, 2004, 2005, 2007, 2008, 2009, 2010, 2013, 2016, 2017, 2024. | 1906, 1907, 1911, 1912, 1942, 1947, 1950, 1951, 1958, 1959, 1962, 1966, 1971, 1974, 1975, 1976, 1977, 1979, 1981, 1988, 1993, 1994, 1998, 2006, 2011, 2012, 2014, 2018, 2025. |

## Participaciones internacionales
| Torneo                | Ediciones                           |
| --------------------- | ----------------------------------- |
| Copa Sudamericana (6) | 2009, 2010, 2013, 2014, 2016, 2025. |
| Copa Conmebol (2)     | 1994, 1997.                         |

### Por competición
| Torneo            | TJ | PJ | PG | PE | PP | GF | GC | DG | Puntos |
| ----------------- | -- | -- | -- | -- | -- | -- | -- | -- | ------ |
| Copa Sudamericana | 5  | 14 | 6  | 2  | 6  | 14 | 17 | -3 | 20     |
| Copa Conmebol     | 2  | 6  | 3  | 1  | 2  | 11 | 8  | +3 | 10     |
| Total             | 7  | 20 | 9  | 3  | 8  | 25 | 25 | 0  | 30     |

## Participaciones en los campeonatos de Brasil
| Año  | Posición     | PJ           | PG           | PE           | PP           | GF           | GC           | Dif.         | Puntos       |
| ---- | ------------ | ------------ | ------------ | ------------ | ------------ | ------------ | ------------ | ------------ | ------------ |
| 1971 | No participó | No participó | No participó | No participó | No participó | No participó | No participó | No participó | No participó |
| 1972 | 20.º         | 25           | 6            | 10           | 9            | 13           | 26           | -13          | 22           |
| 1973 | 10.º         | 37           | 15           | 11           | 11           | 32           | 30           | +2           | 41           |
| 1974 | 8.º          | 24           | 10           | 11           | 3            | 31           | 18           | +13          | 31           |
| 1975 | 31.º         | 16           | 5            | 3            | 8            | 13           | 24           | -11          | 13           |
| 1976 | 24.º         | 13           | 5            | 2            | 6            | 13           | 19           | -6           | 12           |
| 1977 | 41.º         | 15           | 4            | 4            | 7            | 14           | 20           | -6           | 12           |
| 1978 | 29.º         | 26           | 7            | 8            | 11           | 18           | 33           | -15          | 22           |
| 1979 | 9.º          | 19           | 9            | 4            | 6            | 28           | 23           | +5           | 22           |
| 1980 | 25.º         | 15           | 4            | 3            | 8            | 19           | 37           | -18          | 11           |
| 1981 | 12.º         | 17           | 7            | 4            | 6            | 18           | 19           | -1           | 18           |
| 1982 | 34.º         | 8            | 3            | 0            | 5            | 7            | 12           | -5           | 6            |
| 1983 | No participó | No participó | No participó | No participó | No participó | No participó | No participó | No participó | No participó |
| 1984 | No participó | No participó | No participó | No participó | No participó | No participó | No participó | No participó | No participó |
| 1985 | No participó | No participó | No participó | No participó | No participó | No participó | No participó | No participó | No participó |
| 1986 | 30.º         | 26           | 6            | 11           | 9            | 23           | 30           | -7           | 23           |
| 1987 | 22.º         | 14           | 5            | 7            | 2            | 15           | 10           | +5           | 17           |
| 1988 | 20.º         | 23           | 7            | 6            | 10           | 21           | 30           | -9           | 20           |
| 1989 | 17.º         | 18           | 6            | 5            | 7            | 14           | 20           | -6           | 17           |
| 1990 | 18.º         | 19           | 4            | 7            | 8            | 15           | 22           | -7           | 15           |
| 1991 | 20.º         | 19           | 3            | 6            | 10           | 17           | 27           | -10          | 12           |
| 1992 | 2.º          | 30           | 14           | 9            | 7            | 37           | 19           | +18          | 37           |
| 1993 | 2º           | 24           | 11           | 8            | 5            | 39           | 27           | +12          | 30           |
| 1994 | 19.º         | 24           | 7            | 8            | 9            | 25           | 28           | -3           | 22           |
| 1995 | 22.º         | 23           | 5            | 7            | 11           | 24           | 34           | -10          | 22           |
| 1996 | 15.º         | 23           | 8            | 5            | 10           | 32           | 39           | -7           | 29           |
| 1997 | 9.º          | 25           | 9            | 9            | 7            | 44           | 40           | +4           | 36           |
| 1998 | 13.º         | 23           | 9            | 3            | 11           | 31           | 38           | -7           | 30           |
| 1999 | 3.º          | 27           | 12           | 6            | 9            | 41           | 47           | -6           | 42           |
| 2000 | 22.º         | 25           | 9            | 4            | 11           | 44           | 40           | +4           | 31           |
| 2001 | 16.º         | 27           | 9            | 9            | 9            | 33           | 37           | -4           | 36           |
| 2002 | 10.º         | 25           | 11           | 4            | 10           | 46           | 42           | +4           | 37           |
| 2003 | 16.º         | 46           | 15           | 11           | 20           | 50           | 64           | -14          | 56           |
| 2004 | 23.º         | 46           | 13           | 9            | 24           | 68           | 87           | -19          | 48           |
| 2005 | 17.º         | 21           | 7            | 6            | 8            | 35           | 35           | 0            | 27           |
| 2006 | 2.º          | 32           | 18           | 5            | 9            | 61           | 39           | +22          | 59           |
| 2007 | 4.º          | 38           | 18           | 5            | 15           | 68           | 50           | +18          | 59           |
| 2008 | 10.º         | 38           | 15           | 7            | 16           | 48           | 44           | +4           | 52           |
| 2009 | 13.º         | 38           | 13           | 9            | 16           | 51           | 57           | -6           | 48           |
| 2010 | 17.º         | 38           | 9            | 15           | 14           | 42           | 48           | -6           | 42           |
| 2011 | 5.º          | 38           | 17           | 9            | 12           | 61           | 48           | +13          | 60           |
| 2012 | 4.º          | 38           | 21           | 8            | 9            | 59           | 43           | +16          | 71           |
| 2013 | 5.º          | 38           | 16           | 11           | 11           | 59           | 53           | +6           | 59           |
| 2014 | 17.º         | 38           | 10           | 8            | 20           | 37           | 55           | -18          | 38           |
| 2015 | 3.º          | 38           | 19           | 9            | 10           | 58           | 40           | +18          | 66           |
| 2016 | 16.º         | 38           | 12           | 9            | 17           | 51           | 53           | -2           | 45           |
| 2017 | 16.º         | 38           | 11           | 10           | 17           | 50           | 58           | -8           | 43           |
| 2018 | 19.º         | 38           | 9            | 10           | 19           | 36           | 63           | -27          | 37           |
| 2019 | 12.º         | 38           | 11           | 12           | 15           | 42           | 48           | -6           | 45           |
| 2020 | 14.º         | 38           | 11           | 15           | 12           | 45           | 45           | 0            | 48           |
| 2021 | 18.º         | 38           | 8            | 16           | 14           | 31           | 32           | -1           | 40           |